# Ferdinand Carl Cürten

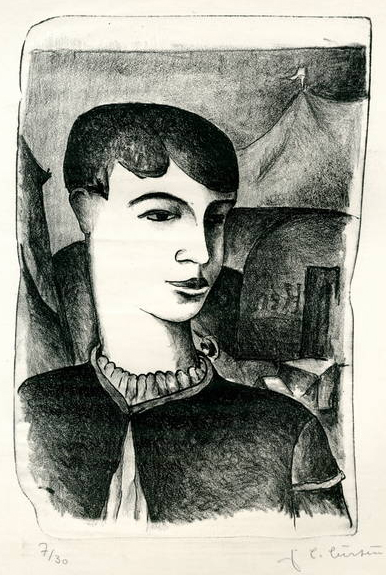
Selbstbildnis, 1920

Ferdinand Carl Cürten, auch Carl Cürten (* 15. Juli 1897 in Düsseldorf; † 30. Mai 1945 auf Schloss Amelunxen), war ein deutscher Maler.

## Leben

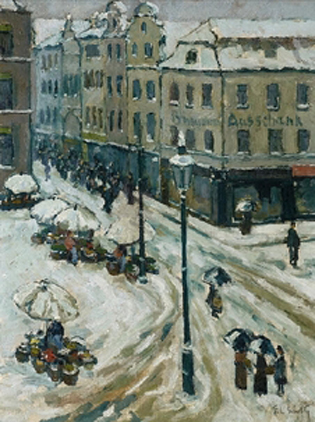
Winterlicher Markttag auf der Bilker Straße in Düsseldorf, 1919

Der in Düsseldorf geborene Maler Ferdinand Carl Cürten begann seine Ausbildung an der Kunstgewerbeschule und wechselte, mit deren Auflösung an die Kunstakademie Düsseldorf. In diesen ersten Jahren wurden seine Arbeiten noch von der Düsseldorfer Malerschule und vom rheinischen Impressionismus beeinflusst.
Ausgedehnte Studienreisen brachten ihn durch ganz Europa und führten ihn bis nach Nordafrika. Auf diesen Reisen durch Südfrankreich, Italien und Spanien entstanden leuchtende Darstellungen mediterraner Küstenlandschaften und südländischer Städte. Doch auch Motive der niederrheinischen Heimat und Stillleben hielt der Künstler in seinen Bildern fest.
Cürten wurde 1919 Mitglied der Künstlervereinigung Das Junge Rheinland, dessen Mittelpunkt die Altstadt-Galerie der Johanna Ey war. 1923 verließ er die Gruppe und trat der neu gegründeten Rheingruppe bei, die 1928 der Dachorganisation Rheinische Sezession beitrat. Zwischen 1919 und 1933 war er an den Ausstellungen des Jungen Rheinlands, der Rheingruppe und der Rheinischen Sezession beteiligt.
1926 wurde Cürten beauftragt, sich mit einem Gemälde für den Rundbau des Planetariums zur GeSoLei zu beteiligen.
1928 erhielt Cürten vom Völkerbund den Auftrag zur Ausgestaltung einer Ausstellung und wurde nach Genf berufen.
In den Jahren vor dem Zweiten Weltkrieg wandte sich Cürten von der Ölmalerei ab und immer mehr dem Aquarell zu. Es entstanden zunächst sehr farbintensive Bilder, denen er jedoch im Laufe der Zeit ein gemäßigteres Kolorit verlieh.
1937 wurden in der NS-Aktion „Entartete Kunst“ nachweislich drei seiner Bilder aus öffentlichen Sammlungen beschlagnahmt.
Mit Ausbruch des Krieges wurde der Künstler zum Wehrdienst einberufen und als Leutnant nach Nordafrika geschickt. Kurz nach Kriegsende, am 30. Mai 1945, verstarb Cürten im Lazarett auf Schloss Amelunxen.

## 1937 als „entartet“ aus öffentlichen Sammlungen beschlagnahmte Werke
- Provenzalische Landschaft (Öl, 1929, Städtische Galerie Nürnberg, Verbleib ungeklärt)
- Zigeuner (Öl auf Leinwand, 1925, Kunstsammlungen der Stadt Düsseldorf, zerstört)
- Bildnis (Aquarell, Kunstsammlungen der Stadt Düsseldorf, zerstört)